# Triumph (álbum de The Jacksons)
Triumph es el decimotercer álbum de estudio de la banda estadounidense The Jacksons, lanzado por Epic Records en 1980.
En Estados Unidos, recibió una certificación plantina y entró en la décima posición en la lista Billboard 200. El disco vendió tres millones de copias en su lanzamiento original. «Lovely One», «Heartbreak Hotel» (luego se lo renombró como «This Place Hotel» para evitar confusión con el tema del mismo nombre de Elvis Presley) y «Can You Feel It» fueron los éxitos de Triumph.
The Jacksons fue la voz principal, pero Michael Jackson se ocupó de la mayoría como voz principal. Triumph resultó ser el primer disco de la banda en alcanzar el primer puesto en la lista R&B Albums chart de la revista estadounidense Billboard desde Maybe Tomorrow (1971). El álbum vendió más de dos millones de copias mundialmente, y The Jacksons no publicó otro LP por cuatro años tras el lanzamiento de Triumph. El 10 de diciembre de 1980, la Recording Industry Association of America (RIIA) le dio una certificación plateada tras vender más de un millón de copias en Estados Unidos. Andy Kellman del sitio Allmusic le dio cuatro estrellas de cinco, mientras que Robert Christgau A-.

## Relanzamiento
El 27 de enero de 2009, Epic/Legacy, una división de Sony Music Entertainment volvió a lanzar Triumph, con tres bonus tracks de mezclas de 7 y 12 pulgadas anteriormente no disponibles en CD.  Más tarde, en 2021, volvió a reeditar el álbum de nuevo en formato digital el 30 de abril de 2021, incluyendo Victory y 2300 Jackson Street.

## Lista de canciones
| N.º | Título                  | Letras                                         | Duración |  |
| 1.  | «Can You Feel It»       | Michael Jackson, Jackie Jackson                | 6:00     |  |
| 2.  | «Lovely One»            | Michael Jackson, Randy Jackson                 | 4:52     |  |
| 3.  | «Your Ways»             | Jackie Jackson                                 | 4:31     |  |
| 4.  | «Everybody»             | Michael Jackson, Tito Jackson, Mike McKinney   | 5:00     |  |
| 5.  | «This Place Hotel»      | Michael Jackson                                | 5:44     |  |
| 6.  | «Time Waits for No One» | Jackie Jackson, Randy Jackson                  | 3:24     |  |
| 7.  | «Walk Right Now»        | Michael Jackson, Jackie Jackson, Randy Jackson | 6:29     |  |
| 8.  | «Give It Up»            | Michael Jackson, Randy Jackson                 | 4:20     |  |
| 9.  | «Wondering Who»         | Jackie Jackson, Randy Jackson                  | 4:19     |  |

| Bonus tracks reedición 2009 |                                                 |          |  |
| N.º                         | Título                                          | Duración |  |
| 10.                         | «This Place Hotel» (versión del sencillo)       | 4:52     |  |
| 11.                         | «Walk Right Now» (John Luongo Disco Mix)        | 7:36     |  |
| 12.                         | «Walk Right Now» (John Luongo Instrumental Mix) | 6:58     |  |

## Personal
- Michael Jackson – voz principal y corista
- Jackie Jackson – corista, voz principal en «Wondering Who»
- Tito Jackson – guitarra, corista
- Marlon Jackson – corista, tímpanos, co-voz principal en «Give It Up»
- Randy Jackson – percusión, corista, co-voz principal en «Can You Feel It»
- Nathan Watts, Mike McKinney, Clay Drayton – bajo
- Ronnie Foster – teclado
- Greg Phillinganes, Michael Boddicker, Webster Lewis – sintetizadores
- Michael Sembello, Phil Upchurch, Paul Jackson, Jr., David Williams, Greg Poree – guitarra
- Ollie E. Brown – batería
- Paulinho da Costa, Lennie Castro – percusión
- Gary Coleman – vibráfono
- Gary Herbig – flauta
- Bill Reichenbach, Kim Hutchcroft, Larry Hall, Jerry Hey – corno inglés
- Julia Tillman Waters, Maxine Willard Waters, Stephanie Spruill – coristas
- Audra Tillman, Brian Stilwell, Brigette Bush, Gerry Gruberth, Lita Aubrey, Peter Wade, Rhonda Gentry, Roger Kenerly II, Soloman Daniels, Yolanda Kenerly – coristas (The Children's Choir)
- Arnold McCuller, Bob Mack, Bunny Hull, Carmen Twillie, Carolyn Dennis, Gerry Garrett, Gregory Wright, Jim Gilstrap, Josie James, Lewis Price, Lisa Roberts, Paulette Brown, Paulette McWilliams, Phyllis St. James, Tyrell (Rock) Deadrick, Roger Kenerly-Saint, Ronald Vann, Roy Galloway, Venetta Fields – coristas (The Adults' Choir)

## Créditos
- Producido, arreglado y compuesto por The Jacksons salvo «Everybody» (compuesta por Michael Jackson, Tito Jackson y Can You Feel It (Arreglista) Thom Bell Of M.F.S.B.

## Tomas descartadas
- «Slipped Away» (Michael Jackson, Marlon Jackson)
- «That Girl» (Michael Jackson, Marlon Jackson, Randy Jackson, Jackie Jackson, Tito Jackson)
- «Why Can't I Be» (Michael Jackson)
- «We Love You» (Michael Jackson)

## Posicionamiento
| Año  | Álbum   | Posición | Posición    |
| Año  | Álbum   | EE. UU.  | EE. UU. R&B |
| ---- | ------- | -------- | ----------- |
| 1980 | Triumph | 10       | 1           |

### Sencillos
| Año  | Posición           | Posición | Posición    | Posición      |
| Año  | Posición           | EE. UU.  | EE. UU. R&B | EE. UU. Dance |
| ---- | ------------------ | -------- | ----------- | ------------- |
| 1980 | «Lovely One»       | 12       | 2           | 1             |
| 1981 | «Can You Feel It»  | 77       | 30          | —             |
| 1981 | «This Place Hotel» | 22       | 2           | —             |
| 1981 | «Walk Right Now»   | 73       | 50          | 5             |